# Sedlec (České Budějovice-i járás)
Sedlec település Csehországban, a České Budějovice-i járásban. Sedlec Radošovice, Malovice, Mahouš, Olšovice, Břehov, Hlavatce, Pištín, Dívčice és Němčice településekkel határos. Lakosainak száma 527 fő (2024. január 1.).

## Népesség
A település lakosságának változását az alábbi diagram mutatja:
| Lakosok száma | 957  | 924  | 878  | 575  | 377  | 446  | 475  | 513  | 526  | 527  |
|               | 1869 | 1890 | 1921 | 1950 | 1980 | 2001 | 2017 | 2019 | 2022 | 2024 |